# Szabéd
Szabéd (románul Săbed) falu Romániában Maros megyében. Unitárius község az egykori Marosszék északnyugati szögletében, Marosvásárhelytől 17 km-re északnyugatra.

## Története
1451-ben Zabedy néven említik. Földvár nevű határrészén egykori várat vél a lakosság. A hagyomány szerint lakói eredetileg a mai Bazéd területén éltek, onnan költöztek a 17. században mai helyükre. Még 16. század közepén unitárius hitre tértek át.
1910-ben 987 lakosa közül 979 magyar és 8 román. A trianoni békeszerződésig Maros-Torda vármegye Marosi felső járásához tartozott. 1992-ben 712 lakosából 671 magyar, 23 cigány és 18 román volt.

## Látnivalók
- Unitárius temploma 1899-ben épült, a falu keleti végében emelkedő dombocskán áll.
- Református fatemploma a 17. század végén épült. Ortodox fatemploma is van.
- Nyugati határrészén sóskút található. Erdeje védett.

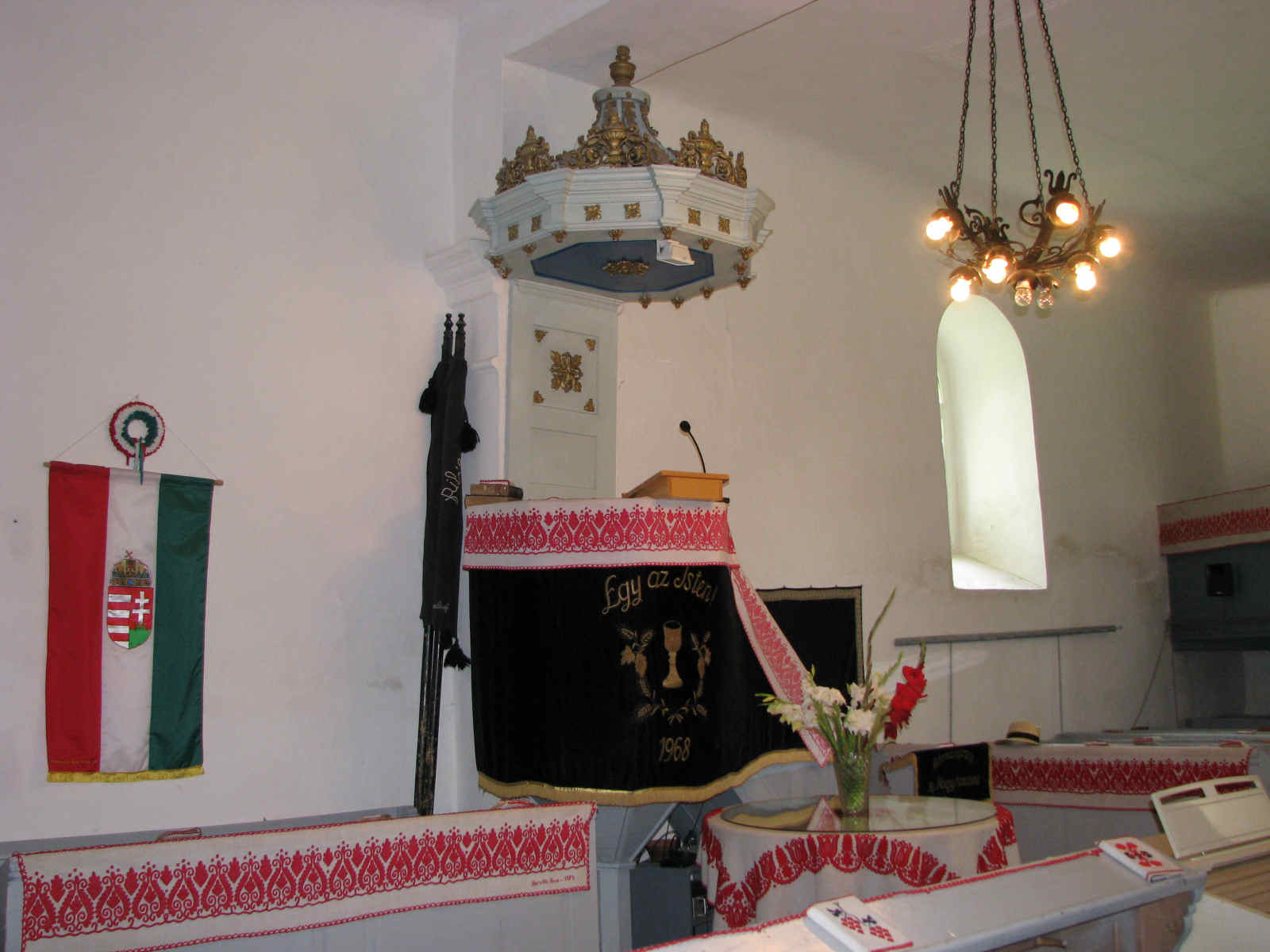
Unitárius templom belseje

## Híres emberek
- Innen származott Szabédi László (1907–1959) költő családja, aki ezt tartotta szülőföldjének.
- Itt született 1944. március 2-án Szombath Zoltán ornitológus.
- Itt született 1950. december 9-én Zalányi Gyula színész.